# Cofradía de la Santa Vera Cruz de Haro
 Cofradía de la Santa Vera Cruz es la única cofradía de la Semana Santa de la ciudad de Haro (España), la componen unos 200 cofrades, siendo así la más importante de las cofradías de la Rioja Alta por número de cofrades y cantidad de procesiones.
Esta cofradía se funda a mediados del siglo XVI, los papeles existentes datan de 1560. Aunque se desconoce bastante de su historia por la falta documental, se sabe de su larga trayectoria.
Tiene su sede en la Iglesia parroquial de Santo Tomás Apóstol, realiza diversas procesiones, desde el Domingo de Ramos hasta el Domingo de Resurrección.

## Pasos
De los 13 pasos que ahora procesionan los cofrades en la Semana Santa, el Cristo articulado data de alrededor del 1600 y constituye la imagen más antigua que todavía se conserva en la ciudad. El resto de pasos se ha ido incorporando a través del tiempo hasta hace dos años. En esa fecha, la Cofradía restauró el Nazareno recuperado del antiguo convento de los Agustinos.

## Procesiones
- Domingo de Ramos: Bendición de Ramos y procesión desde la Basílica de la Vega.
- Miércoles Santo: Procesión del Encuentro, este se realiza en la plaza del Teatro.
- Jueves Santo: Solemne eucarístia de la Cena del Señor, y posteriormente a las 20:30 la procesión de la Santa Cena.
- Viernes Santo: Por la mañana a las 11:00 se realiza el viacrucis. Y a las 20:30 se realiza la procesión del Santo Entierro.